# 陈延峰
陈延峰，1980年考入西北工业大学材料科学与工程系铸造专业学习； 1984年继续在该专业攻读硕士学位，并于1987年获得硕士学位。 同年开始师从周尧和教授（1991年入选中国科学院院士）攻读工学博士学位， 并于1990年获得博士学位。 1990年开始在南京大学固体微结构国家重点实验室进行博士后研究工作。博士后工作期间的指导教授为南京大学物理系教授，中国科学院院士闵乃本先生。陈延峰教授为南京大学材料系创始人之一，并担任该系首任系主任。曾赴麻省理工学院（MIT）任访问教授。
目前为南京大学教授、电子科学与工程学院院长，主要研究方向为人工结构带隙材料等。中华人民共和国教育部第七批“长江学者”特聘教授，中国国家“973”计划项目首席科学家，曾获得2013年度教育部自然科学奖一等奖等奖项。